# Мале Ібраєво
Мале Ібра́єво (рос. Малое Ибраево, башк. Кесе Ибрай) — село у складі Аургазинського району Башкортостану, Росія. Адміністративний центр Ібраєвської сільської ради.
Населення — 127 осіб (2010; 125 в 2002).
Національний склад:
- башкири — 67%